# 黄道帯
黄道帯（こうどうたい、英: Zodiac）とは、黄道の上下に9度の幅をとって空にできる帯のこと。獣を象った星座を多く通ることから獣帯（じゅうたい）とも呼ばれる。現在、黄道帯には13の星座があり、このうちへびつかい座を除いた12の星座を黄道十二星座という。

## 日本における13星座論争
占星術家鏡リュウジは『占星綺想』で、13星座論とは1995年に天文学者ジャクリーン・ミットンが天文学の立場から占星術の流行阻止を啓蒙するためにパロディとして唱えた論争で、西洋占星術における「サイン(黄道十二宮)」という占星理論上の概念に対する誤解に基づいていると述べている。
ミットンは「占星術師家たちに対し、「占星術のサインは天文学的におかしい。もし占星術を正しく行おうとするのなら、歳差によるズレを修正し、黄道に隣接するへびつかい座をも入れるべきだ」と論じたが、「日本のマスコミはなぜか『新しい星座が発見された』などととりあげ」てしまい、「メディアで活躍している占星術師家の多くも十三星座に便乗してしまった」と鏡は述べている。

## その他
- 仮面ライダーフォーゼの敵怪人である「ゾディアーツ」は黄道帯の英語読みである「zodiac」に因んでいる。
- アメリカ合衆国で発生した連続殺人事件であるゾディアック事件は、犯人が犯行声明内において「私は黄道帯だ（This is the Zodiac speaking.）」の一文を用いたことから名付けられた。